# Académie malgache
Académie Malgache es una institución pública en Madagascar responsable del estudio de la cultura del país y sus costumbres, incluyendo estudios en Madagascar de lingüística, etnología y sociología, así como temas literarios, artísticos, históricos y científicos. Es la más antigua academia de África, establecida el 23 de enero de 1902 por Joseph Gallieni, el primer gobernador general de Madagascar. La Academia comparte su investigación en dos publicaciones: Bulletin de l'Académie Malgache y Mémoires de l'Académie Malgache. Entre su fundación y 2012, aproximadamente 1.100 miembros habían asistido a la institución y, a partir de 2012, contaba con 280 miembros, algunos de los cuales eran internacionales. Alberga simposios literarios y científicos, y también ofrece un dictado y competencias científicas.